# عثمان باشا الكرجي
البكلربك عثمان باشا الكرجي هو سياسي عثماني شغل منصب والي دمشق منذ 1760 حتى 1 أكتوبر 1771.

## مناصبه
تولى المناصب التالية:
- والي دمشق (1760–1 أكتوبر 1771)